# ویلدو-سور-اندر
ویلدو-سور-اندر (به فرانسوی: Villedieu-sur-Indre) یک کمون در فرانسه است که در اندر واقع شده‌است. ویلدو-سور-اندر ۵۷٫۷۷ کیلومتر مربع مساحت و ۲٬۷۳۸ نفر جمعیت دارد و ۱۲۶ متر بالاتر از سطح دریا واقع شده‌است.